# Tour de Bihor
Le Tour de Bihor, officiellement Cycling Tour of Bihor-Bellotto (en roumain: Turul Ciclist al Bihorului), est une course cycliste à étapes, organisée en Roumanie dans le comté de Bihor. Créée en 2016, l'épreuve fait partie de l'UCI Europe Tour en catégorie 2.2.

## Palmarès
| Année | Vainqueur      | Deuxième          | Troisième          |
| ----- | -------------- | ----------------- | ------------------ |
| 2016  | Egan Bernal    | Rodolfo Torres    | Matteo Fabbro      |
| 2017  | Rodolfo Torres | Luca Chirico      | Iván Sosa          |
| 2018  | Iván Sosa      | Alberto Giuriato  | Alessandro Bisolti |
| 2019  | Daniel Muñoz   | Markus Freiberger | Karel Hník         |